# Friedrich Behr (Theologe)
Friedrich Behr (* 15. Juli 1898 in Lobenstein, Fürstentum Reuß jüngerer Linie; † 4. August 1958 in Arnstadt) war ein deutscher evangelischer Theologe und Direktor des Marienstiftes Arnstadt.  Behr setzte sich während der Zeit des Nationalsozialismus entschieden gegen das Euthanasie-Programm ein und schützte somit das Leben vieler Kinder, die vom NS-Regime als „lebensunwertes Leben“ getötet werden sollten.

## Leben und Wirken
Friedrich Behr besuchte das Realgymnasium in Gera und legte dort 1917 wegen des Ersten Weltkriegs das Notabitur ab. Beim Militär wurde er aus gesundheitlichen Gründen in der Schreibstube eingesetzt. Nach seinem Theologiestudium leitete er von 1924 bis 1929 eine aus fünf Dörfern bestehende Pfarrei in Thüringen. 1929 übernahm er die Leitung des Marienstiftes Arnstadt. Er setzte sich gemeinsam mit dem Chefarzt des Stiftes für die Förderung der Körperbehinderten ein und hielt unter anderem zahlreiche Vorträge über die Früherkennung und Behandlung von Behinderungen.
Da die Machtergreifung durch die Nationalsozialisten für die Arbeit des Marienstifts eine Bedrohung darstellte, trat Behr zum 1. Mai 1933 nach Absprache mit der Erfurter deutsch-christlichen Leitung der Inneren Mission in die NSDAP ein (Mitgliedsnummer 2.897.358), um sich im Marienstift weiterhin effektiv für die Körperbehinderten einsetzen zu können.
Behr sprach sich 1934 öffentlich gegen Zwangssterilisierungen und gegen die Straffreiheit der Euthanasie und der Tötung unwerten Lebens aus. So hielt er anlässlich der diesbezüglichen Diskussionen beim damaligen sogenannten XIII. Deutschen Kongress für Krüppelfürsorge ein Referat, in dem er u. a. den Wert eines jeden Lebens im Kontext des christlichen Glaubens hervorhob.
Behr lief daraufhin Gefahr, verhaftet zu werden, stand unter Beobachtung und war verschiedentlich Anklagen ausgesetzt. Mit Repressalien versuchte das NS-Regime, die Arbeit im Marienstift zu behindern, indem man Behr z. B. Sammlungen für das Stift untersagte, die Pflegesätze über die Krankenkassen nicht mehr auszahlte und die Steuerfreiheit des Stiftes widerrief.
Die regimetreue thüringische Kirchenleitung in Eisenach erteilte Behr ein Berufsverbot für seinen Dienst in den Arnstädter Kirchen. Daraufhin hielt er Gottesdienste im Kirchsaal des Marienstiftes, die gut besucht wurden.
Behr setzte sich verschiedentlich dafür ein, dass die Patienten aus dem Marienstift im Rahmen der Euthanasie-Gesetze nicht in Vernichtungslager gebracht wurden.
Nach dem Zweiten Weltkrieg leitete Behr die Klinik unter sowjetischer Besetzung weiter, obwohl er vom Ministerium für Staatssicherheit der DDR wegen seiner kirchlichen Kontakte nach Westdeutschland überwacht wurde, wobei ihm seine Opposition gegen den Nationalsozialismus zugutekam.

## Privates
Behr heiratete 1925 Margarete Müller. Aus der Ehe stammten drei Söhne, einer davon verstarb bereits im Kindesalter (1929).

## Veröffentlichungen
- Vom verborgenen Segen in unserem Leid. Hrsg.: Pressestelle der Ev.-Lutherischen Kirche in Thüringen, Evangelische Verlagsanstalt Berlin, 1956
- Lebenshilfe aus dem Glauben. Aus dem Nachlass zusammengestellt von Johannes Heinrich Behr. Hrsg.: Pressestelle der Ev.-Lutherischen Kirche in Thüringen, Evangelische Verlagsanstalt Berlin, 1966